# Kristina Dumitru
Kristina Dumitru (Dusseldorf, Renania del Norte-Westfalia, 21 de octubre de 1989) nacida como Kristina Schmidt, es una actriz y cantante alemana. 

## Vida y carrera
Kristina Dumitru protagonizó la serie de televisión, Das Haus Anubis y la película de la misma, Das Haus Anubis: Pfad der 7 Sünden, con el papel de Nina Martens.
Dumitru obtuvo el papel sin haber recibido lecciones de actuación previamente.
El 10 de abril de 2010, Dumitru, junto a su compañero de elenco, Florian Prokop asistió a los Nickelodeon Kids 'Choice Awards 2010 en los Estados Unidos para recibir el premio a la Mejor Serie. En 2011 fue galardonada con el premio como estrella favorita. En 2010, también participó en Nickelodeon World Protector. 
Desde diciembre de 2010 hasta enero de 2011, fue entrenador enDas Haus Anubis rockt NICK Talent. 
Durante el rodaje de la serie Das Haus Anubis residió en Amberes; ahora vive en Düsseldorf, su ciudad natal. Estudió en la Universidad de Wuppertal . 
El 1 de septiembre de 2018, contrajo matrimonio, después de varios años de noviazgo, con su excompañero de elenco, Marc Dumitru y lleva desde entonces su apellido.

## Filmografía
- 2009-2012: Das Haus Anubis (serie de televisión)
- 2010: Nickelodeon World Protector
- 2010-2011ː Das Haus Anubis rockt NICK Talent
- 2012: Das Haus Anubis: Pfad der 7 Sünden
- 2013: Schicksale – und plötzlich ist alles anders – Halbgott in weiß (serie de televisión)
- 2018: Spotlight (serie de TV)

## Discografía
| Año  | Título                                              | Fecha de publicación |
| ---- | --------------------------------------------------- | -------------------- |
| 2011 | Suche mit uns Das Haus Anubis – Das Album zur Serie | 8 de octubre de 2010 |

## Premios
Nickelodeon Kids 'Choice Awards :
- 2011: Estrella favorita